# Stefan Przezdziecki
Stefan Józef Leon Przezdziecki herbu Pierzchała (ur. 18 września 1879 w Warszawie, zm. 3 grudnia 1932 tamże) – polski ziemianin, hrabia, dyplomata i prawnik, dyrektor protokołu dyplomatycznego w latach 1919–1928, poseł na Sejm w latach 1928–1932, ambasador RP we Włoszech w latach 1929–1932. Kawaler Maltański.

## Życiorys
Syn Konstantego Leona Michała hrabiego Przezdzieckiego, mecenasa sztuk i nauk, założyciela Pogotowia Ratunkowego i Elżbiety Izabeli hrabianki Plater-Zyberk z Broelu herbu własnego. Był bratem bliźniakiem Konstantego (zm. 1966) oraz starszym bratem Rajnolda (1884–1955).
Ukończył gimnazjum w Libawie, następnie prawo na Uniwersytecie w Petersburgu. Był zawodowym dyplomatą w służbie Rosji, twórcą protokołu dyplomatycznego. W odpowiedzi na deklarację wodza naczelnego wojsk rosyjskich wielkiego księcia Mikołaja Mikołajewicza Romanowa z 14 sierpnia 1914 roku, podpisał telegram dziękczynny, głoszący m.in., że krew synów Polski, przelana łącznie z krwią synów Rosyi w walce ze wspólnym wrogiem, stanie się największą rękojmią nowego życia w pokoju i przyjaźni dwóch narodów słowiańskich.
W maju 1918 przybył do Warszawy. Od czerwca 1918 do 1 listopada 1918 r. był przedstawicielem Rady Regencyjnej Królestwa Polskiego w Austrii. Towarzyszył prezydentowi Gabrielowi Narutowiczowi w chwili zamachu. W końcu XIX wieku został właścicielem pałacu w Policznie. Był właścicielem majątku w Zastarciu koło Kurszan. Był członkiem założycielem i pierwszym prezesem Polskiego Touring Klubu.
Zmarł 3 grudnia 1932 w Warszawie. Został pochowany w rodzinnym mauzoleum przy kościele św. Piotra i Pawła w Warszawie. Pogrzeb odbył się 6 grudnia 1932 roku. Wzięli w nim udział najwyżsi przedstawiciele władz polskich, między innymi prezydent Ignacy Mościcki, premier Aleksander Prystor, minister spraw zagranicznych Józef Beck.

## Ordery i odznaczenia
- Order Odrodzenia Polski III klasy (2 maja 1922)[3][4][5]
- Order Korony Włoskiej I klasy (Włochy)[4]
- Order Legii Honorowej II i III klasy (Francja)[4]
- Order Świętego Sylwestra I klasy (Watykan)[4]
- Order Krzyża Wolności II klasy (wojskowy, Estonia, 29 kwietnia 1925)[6]
- Order Wschodzącego Słońca III klasy (Japonia)
- Order Izabeli Katolickiej I klasy (Hiszpania)
- Order Korony I klasy (Rumunia)
- Order Danebroga II klasy (Dania, 1924)[7]
- Order Gwiazdy Polarnej I klasy (Szwecja)
- Kawaler Honoru i Dewocji Orderu Maltańskiego (SMOM)